# Charles Sumner Lund Hertzberg
Charles Sumner Lund Hertzberg, CB, MC, VD, kanadski general in vojaški inženir, * 12. junij 1886, † januar 1944.
Med drugo svetovno vojno je bil: inženirski poveljnik 1. kanadske kopenske divizije (1939-40), 7. korpusa (1940), 1. kanadskegakorpusa (1940-42) in 1. kanadske armade (1942-43).

## Življenjepis
V letih 1899-01 je bil študent na Kolidžu svetega Andreja, nato pa je leta 1905 diplomiral na Šoli praktične znanost Univerze v Torontu; postal je posvetovalni inženir. Leta 1902 se je pridružil 2. poljski četi Kanadskih inženircev (Canadian Engineers) in leta 1904 je postal častnik. V sestavi 7. poljske čete je bil leta 1916 poslan v Francijo. Naslednje leto je prejel vojaški križec za zasluge v boju; istega leta je bil ranjen in bil poslan nazaj v Kanado. Tu je prevzel položaj adjutanta Vojaške bolnišnice Spadina v Torontu. Septembra 1918 je postal izvršilni častnik 16. poljske čete Kanadskih inženircev, ki je bila del Sibirske ekspedicijske sile (Siberian Expeditionary Force). Čez šest mesecev je bil povišan v majorja in imenovan za četnega poveljnika. Za zasluge v Sibiriji je prejel Češkoslovaški vojni križec.
Med drugo svetovno vojno je bil 16. novembra 1939 imenoval za poveljnika inženircev 1. kanadske divizije s činom podpolkovnika. Maja 1940 je bil povišan v polkovnika. Ko je bil julija 1940 ustanovljen britanski 7. korpus, je bil imenovan za glavnega inženirca in povišan v brigadirja. 6. aprila 1942 je bil povišan v generalmajorja in imenoval za glavnega inženirca 1. kanadske armade; bil je prvi Kanadčan na tem položaju. Na tem položaju je ostal do 23. junija 1943. Oktobra 1943 je odšel v Indijo, kjer je postal svetovalec Jugovzhodnoazijskega poveljstva za hitro gradnjo letališč. Tu se je okužil in umrl za črnimi kozami.
Po njem so leta 1950 poimenovali Hertzebergerjev spominski pokal (Hertzberg Memorial Trophy), ki je namenjen rezervni inženirski enoti, ki je samostojna izvedla projekt pomembne trenažne oz. civilno-vojaške pomembnosti.

## Družina
Rodil se je Antonu Lundi Hterzbergu in njegovi ženi Heleni Elizi Hertzberg. Dva njegova brata, generalmajor Halfdan Fenton Harboe Hertzberg in poročnik Olaf P. Hertzberg, sta bila tudi v vojaški službi.
Poročil se je s Jessie Alexander.